# Ljuders kyrka
Ljuders kyrka är en kyrkobyggnad i Ljuder i Växjö stift. Den är församlingskyrka i Lessebo församling. Kyrkan från 1844 är ett arkitektoniskt exempel på en tidstypisk så kallad Tegnérlada och ligger åtta kilometer söder om Lessebo i Småland.

## Historia
På sockenstämman 1839 togs det slutgiltiga beslutet om en ny kyrka. Den uppfördes mellan 1842 och 1844 efter ritningar av Carl-Gustaf Blom-Carlsson och kyrkorummets inre målningar utfördes 1844–1845. Kyrkan invigdes den 23 augusti 1846 av prosten Peter Pontén i Linneryd. År 1849 revs den gamla, medeltida träkyrkan som låg vid stranden i nordväst. Strax sydost om kyrkan är de långsträckta kyrkstallarna placerade, uppförda under 1800-talets första hälft. Kyrkans interiör har genomgått renoveringar 1930 och 1973–1975, samt en exteriör renovering har utförts 1958 och 1989.

## Utvandrarbygd
Den småländska, karga landsbygden kring Ljuder var i slutet på 1800-talet en typisk utvandrarbygd. Trakten inspirerade Vilhelm Moberg som därifrån hämtade stoff till sin roman Utvandrarna. I handlingen om utvandrarna från Duvemåla har Ljuders kyrka fått en viktig roll. I Ljuders sockenstuga intill kyrkan, har man därför inrett ett så kallat "Amerikarum" som visar hur människorna då levde.

## Kyrkobyggnaden
Kyrkan är uppförd av sten och har ett rektangulärt långhus med utbyggd, halvrund sakristia i öster, samt ett torn i väster. Planen överensstämmer med de ursprungliga ritningarna förutom att en ingång till sakristian har tillkommit. Huvudingångar är genom tornet och mittportalen på sydsidan. Lanterninen av trä är målad i rosa och vitt. Kyrktaket täcktes 1970 med kopparplåt.

### Exteriör
Exteriören som är tidstypisk avviker endast i vissa detaljer från 1842 års ursprungliga ritning. De detaljer som ändrats är södra kyrkoporten, tornets fönster och lanterninen, där den stjärnkrönta obelisken blivit ersatt med ett enkelt kors.

### Interiör
Förutom en läktarunderbyggnad är interiören välbevarad och enhetlig. Väggmålningarna i grisaille är liksom altarets dekor utförda av Carl Strömberg. Vid renoveringen 1973–1975 tillkom färgsättning av inredningen i grått, mörkare och ljusare gråblått och förgyllda detaljer. 
Altartavlan är en kopia efter Fredric Westins "Kristi uppståndelse" i Kungsholms kyrka, den är målad av Sven Gustaf Lindblom  1845. Tavlan omramas av en nyklassicistisk altaruppställning med  pilastrar. Predikstolen med ljudtak  är tidstypiskt utformad med kristna symboler i korgens fält. På norra  väggen finns en ikontavla utförd 1980 av konstnär  Sven-Bertil Svensson, Mörbylånga. Kyrkan har även en "Golgatagrupp" skapad av en lokal träsnidare. Den slutna bänkinredningen liksom orgelläktaren är ursprunglig.

## Orgel

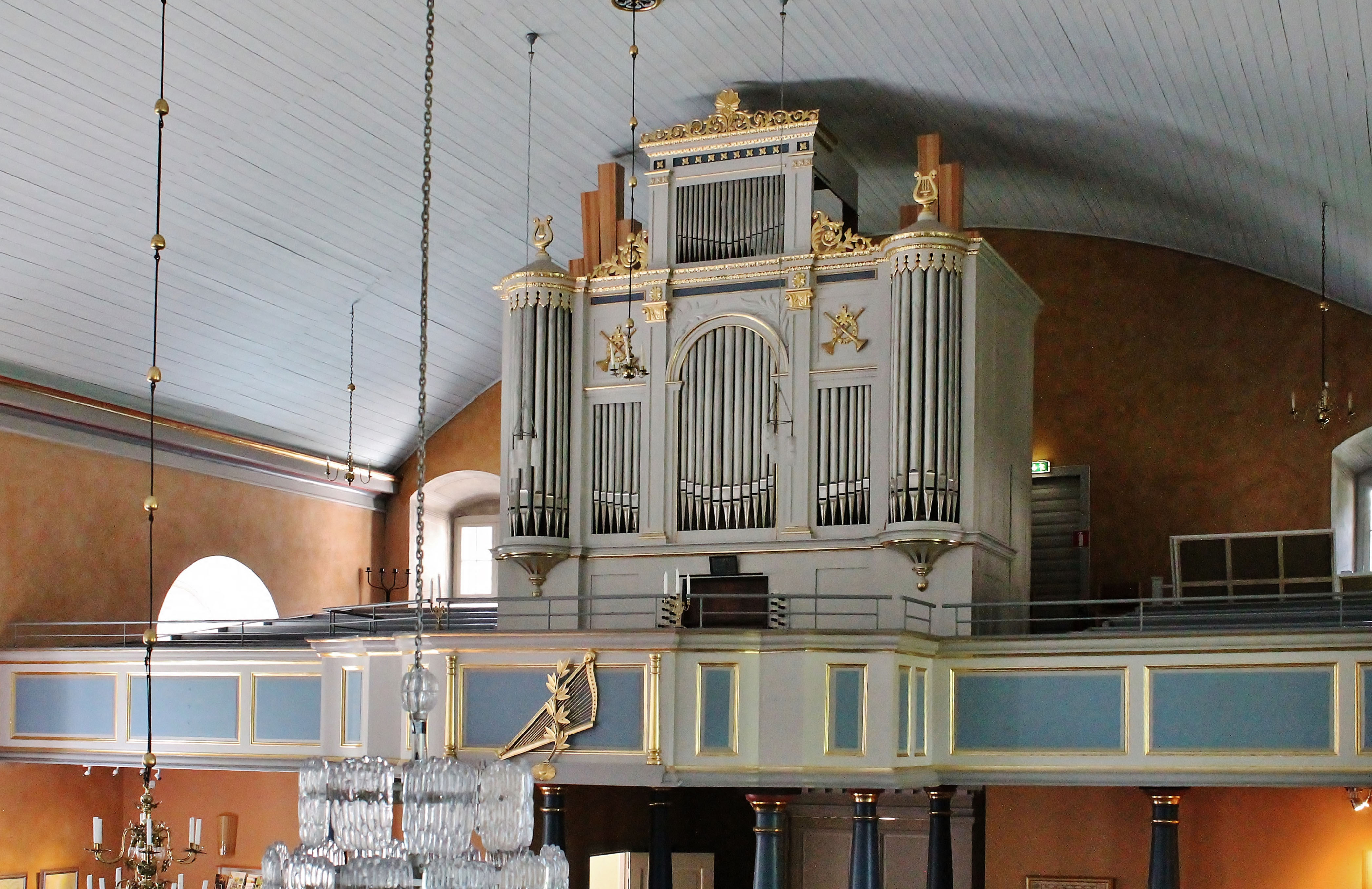
Läktarorgeln

### Tidigare orglar
- Ett kontrakt för orgelbygge undertecknades 1854 av Carl August Johansson och dennes läromästare Johannes Magnusson.[2] Magnusson ritade fasaden, men försattes strax efter kontraktsskrivandet i konkurs och orgelverket kom att bli Johanssons första självständiga bygge. Orgeln uppfördes troligtvis runt 1856 och fick 17 stämmor.[3]
- 1884 reparerades orgelverket av okänd orgelbyggare.[2]
- Ett nytt orgelverk byggdes 1952 av Olof Hammarberg, Göteborg bakom den befintliga fasaden. Orgeln fick mekanisk traktur och pneumatisk registratur med fria och fasta kombinationer.

| Huvudverk I        | Svällverk II           | Pedal                | Koppel |
| Borduna 16' 1856   | Gedackt 8' 1856        | Subbas 16' 1856      | I/P    |
| Principal 8' 1856  | Flöjt d´amour 8' 1856  | Octava 8' 1856       | II/P   |
| Gedackt 8' 1856    | Fugara 8' 1856/1952    | Gedackt 8' 1856/1952 | II/I   |
| Oktava 4' 1856     | Principal 4' 1900-tal  | Flöjt 4' 1856        |        |
| Quinta 2 2/3' 1856 | Spetsflöjt 4' 1856     | Nachthorn 2' 1952    |        |
| Oktava 2' 1856     | Gemshorn 2' 1952       | Basun 16' 1856       |        |
| Scharf 3 ch 1856   | Nasat 1 1/3' 1952      | Trumpet 4' 1952      |        |
| Mixtur 5 ch 1952   | Oktava 1' 1952         |                      |        |
| Trumpet 8' 1856    | Sesquialtera 2 ch 1952 |                      |        |
|                    | Cymbel 3 ch 1952       |                      |        |
|                    | Krumhorn 8' 1952       |                      |        |
|                    | Tremulant              |                      |        |

### Nuvarande orgel
- Senaste renovering och restaurering ägde rum 2006-2007 och utfördes av Ålems orgelverkstad AB. Orgeln återställdes till sitt ursprungliga skick och disposition. Johanssons bevarade spelbord återinfogades i fasaden.[4] Samtliga delar av pipverket förutom diskanten i Trumpet 16' (1952 pedalens Basun 16') och delar av öververkets Täckfleut 4' (1952 pedalens Gedackt 8') är bevarade från Johanssons orgel.[2] Orgeln är helmekanisk, med spärrventiler för respektive verk.

| Huvudverk I  | Öververk II           | Pedal         | Koppel |
| Borduna 16'  | Gedackt 8'            | Subbas 16'    | I/P    |
| Principal 8' | Fleut d´amour 8'      | Violoncell 8' | II/I   |
| Gedackt 8'   | Fugara 8'             | Fleut 4'      |        |
| Octava 4'    | Fleut 4' (Spetsfleut) |               |        |
| Quinta 3'    | Fleut 4' (Täckfleut)  | Spärrventil   |        |
| Octava 2'    |                       |               |        |
| Scharf 3 ch  | Spärrventil           |               |        |
| Trumpet 16'  | Calcant (vakant)      |               |        |
| Trumpet 8'   |                       |               |        |
|              |                       |               |        |
| Spärrventil  |                       |               |        |

## Bildgalleri

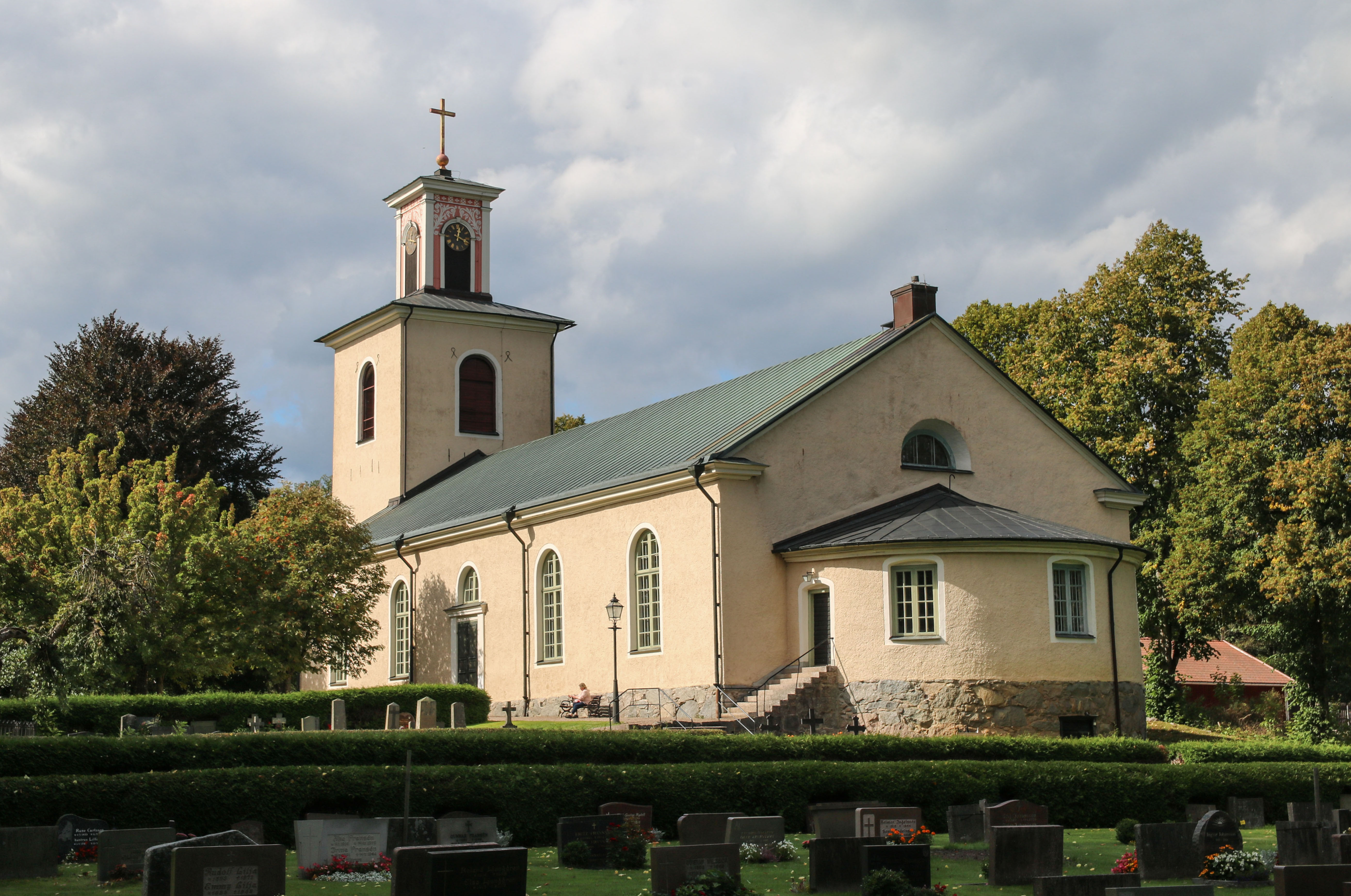
Kyrkan från sydöst
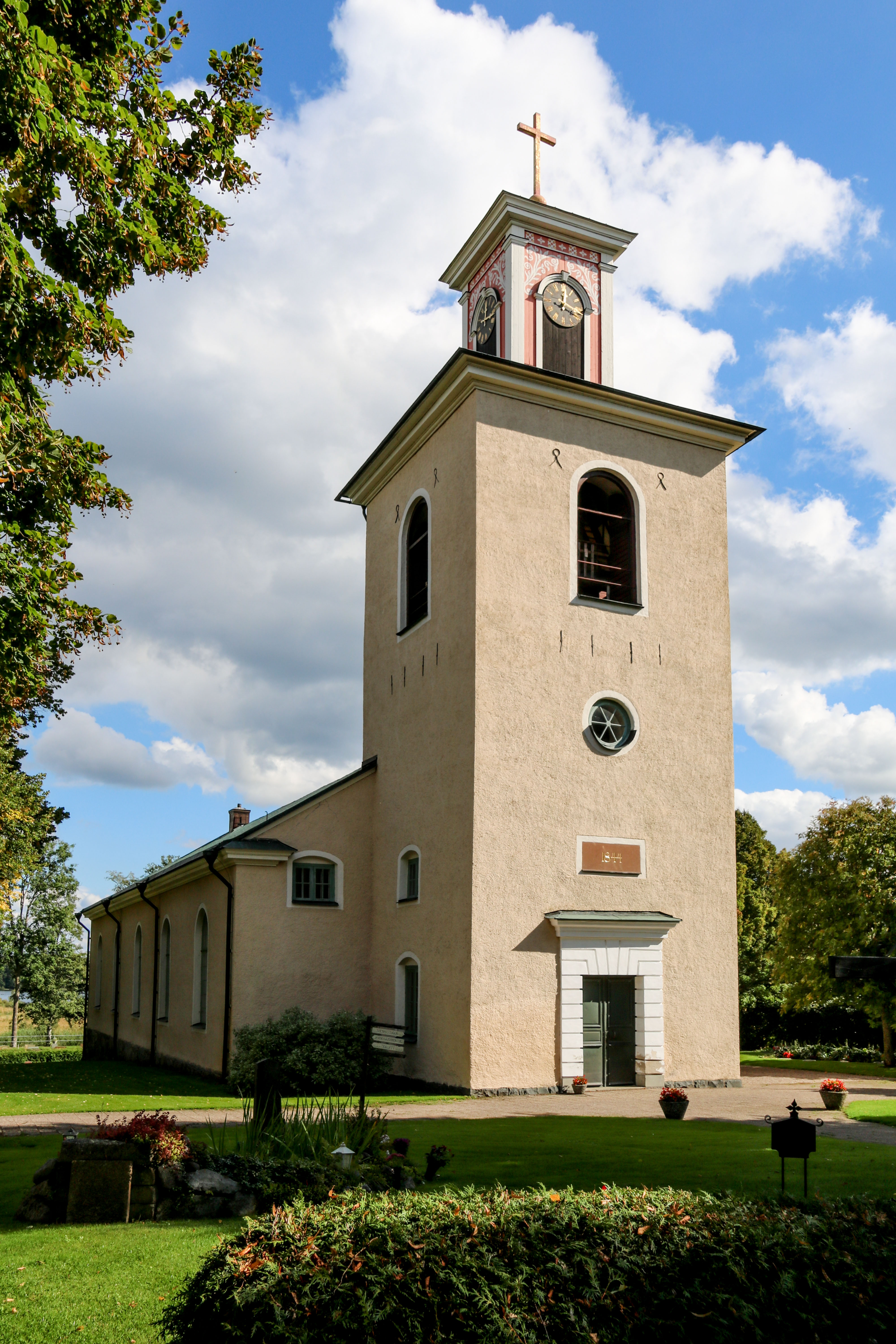
Exteriör från nordväst
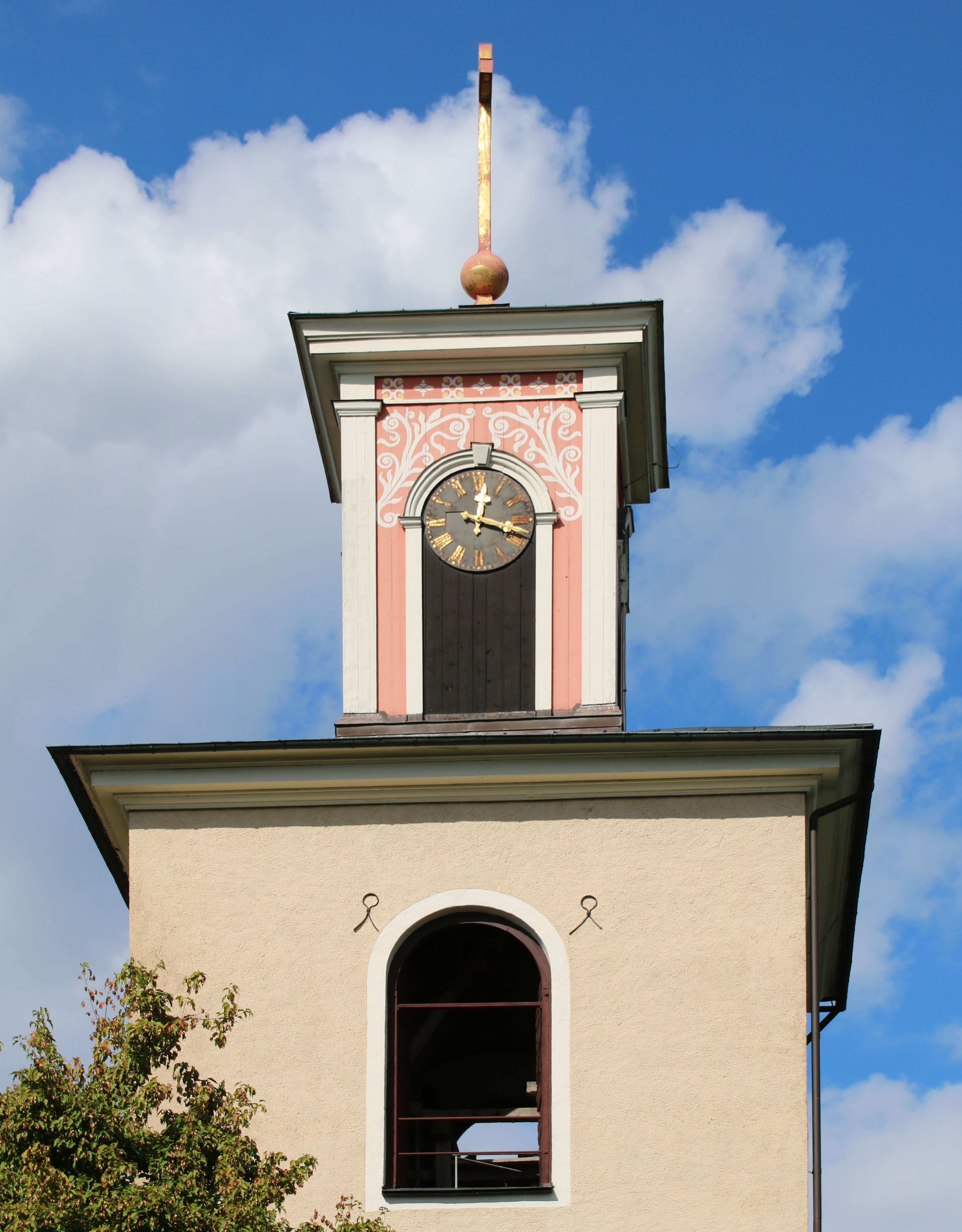
Kyrkans lanternin med dekor
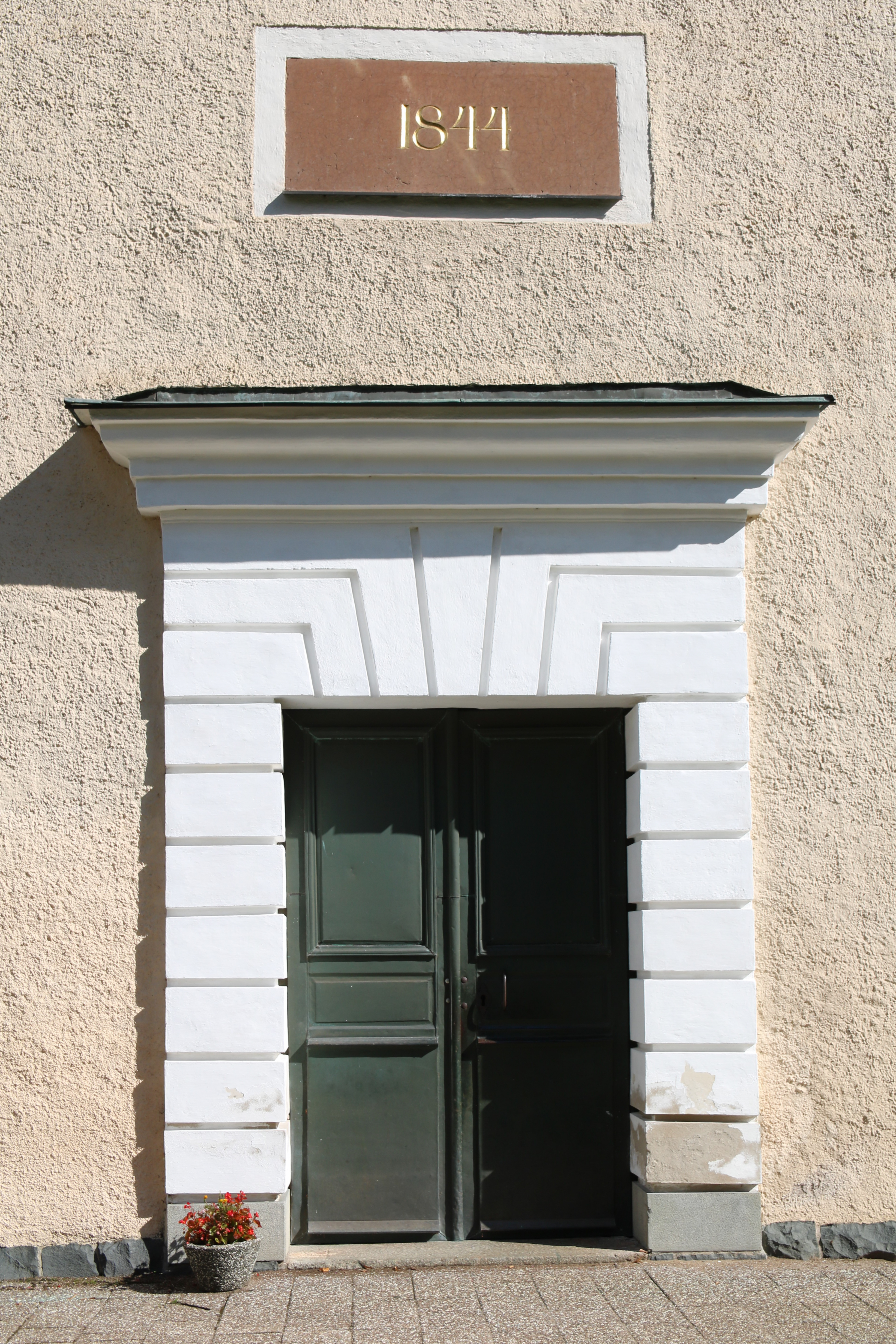
Huvudportalen
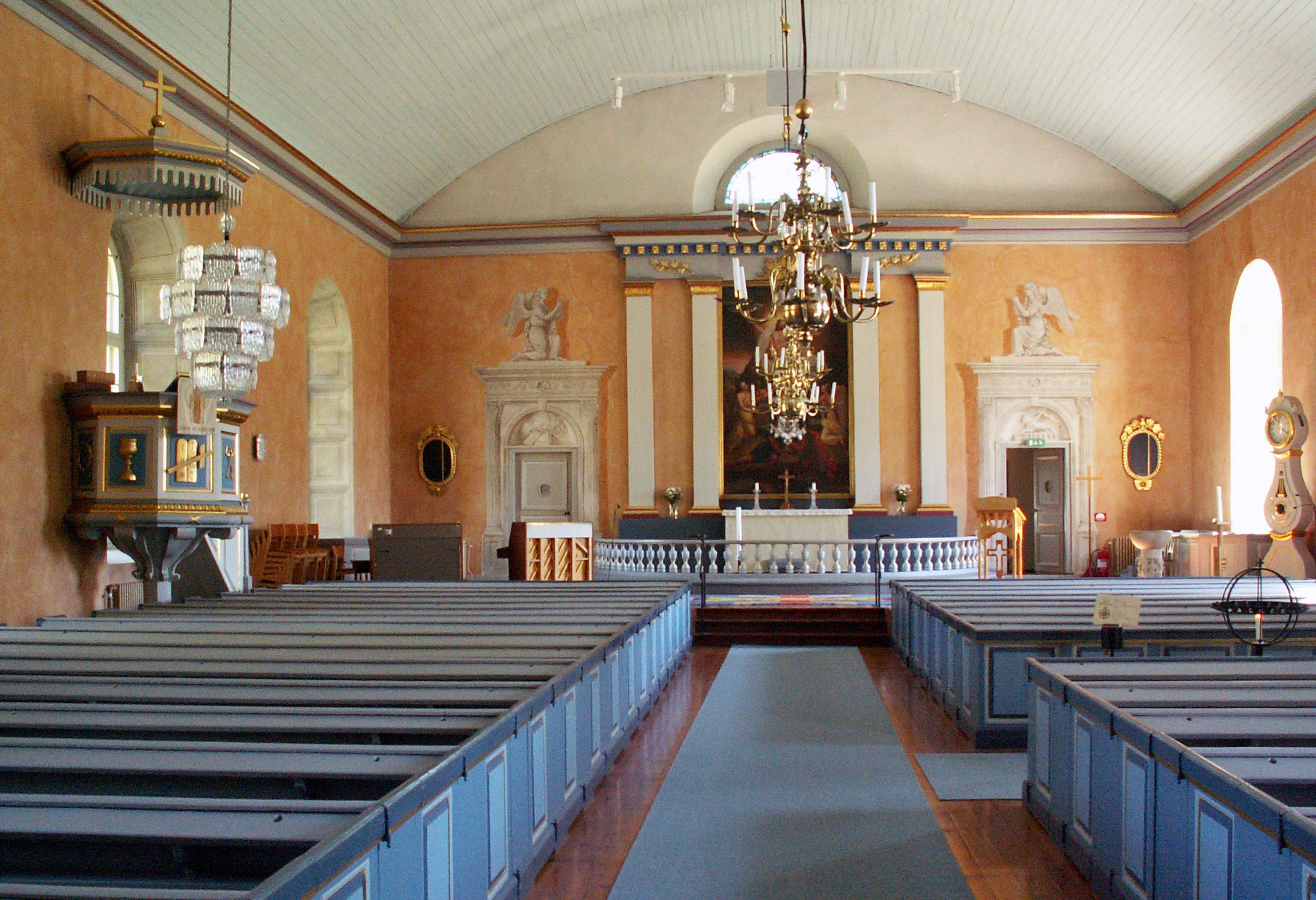
Interiör mot öster
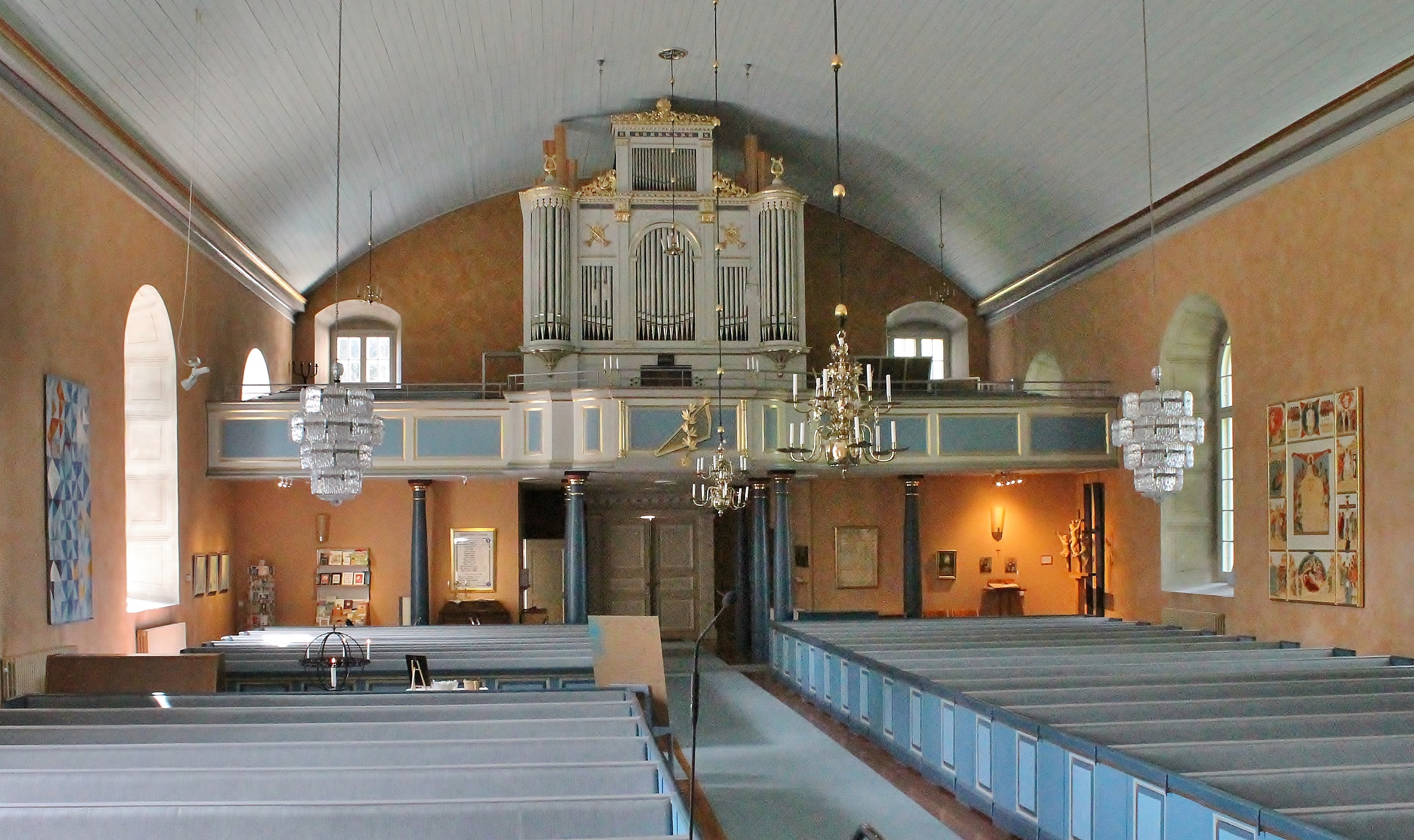
Interiör mot väster
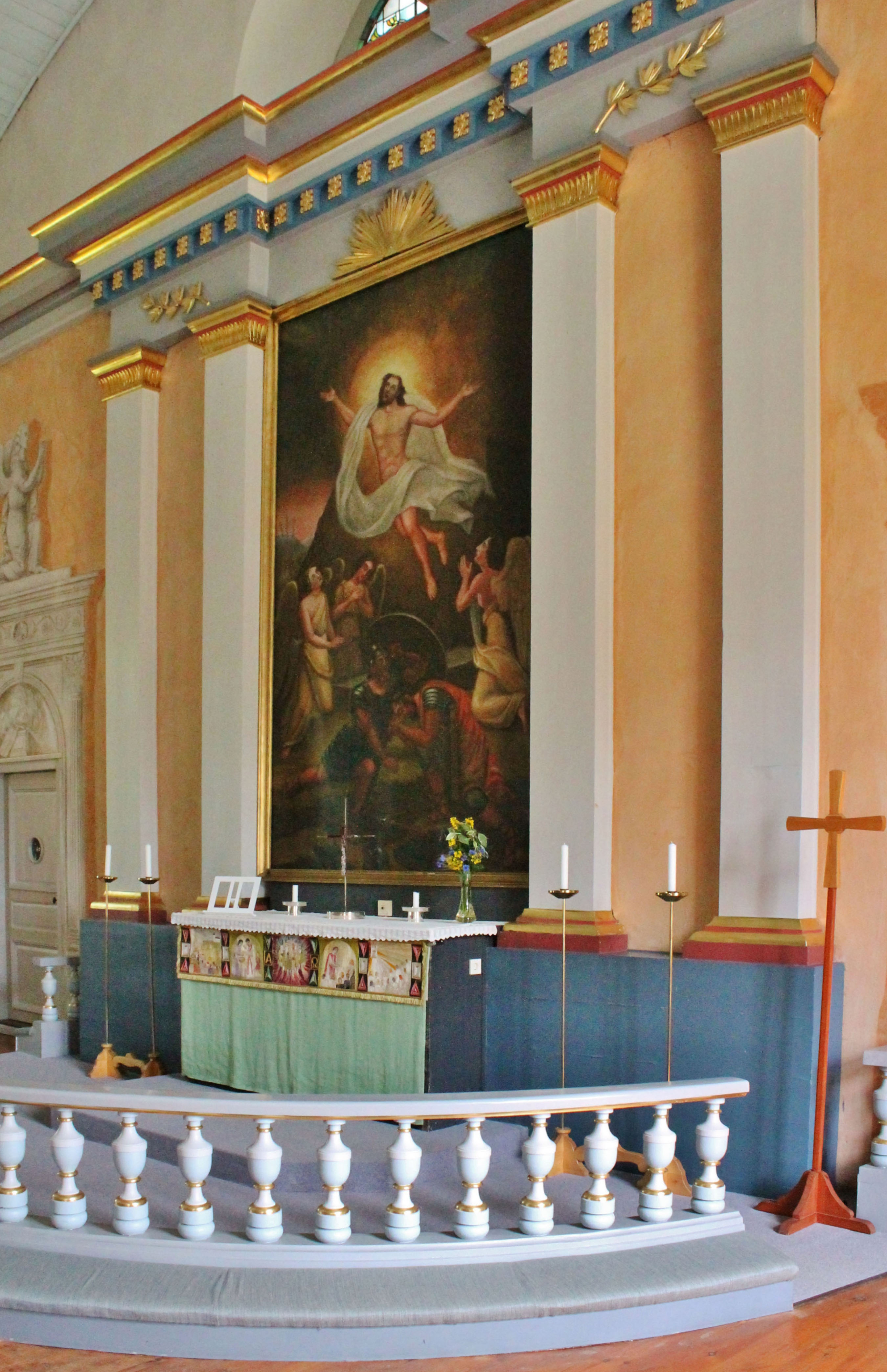
Koret
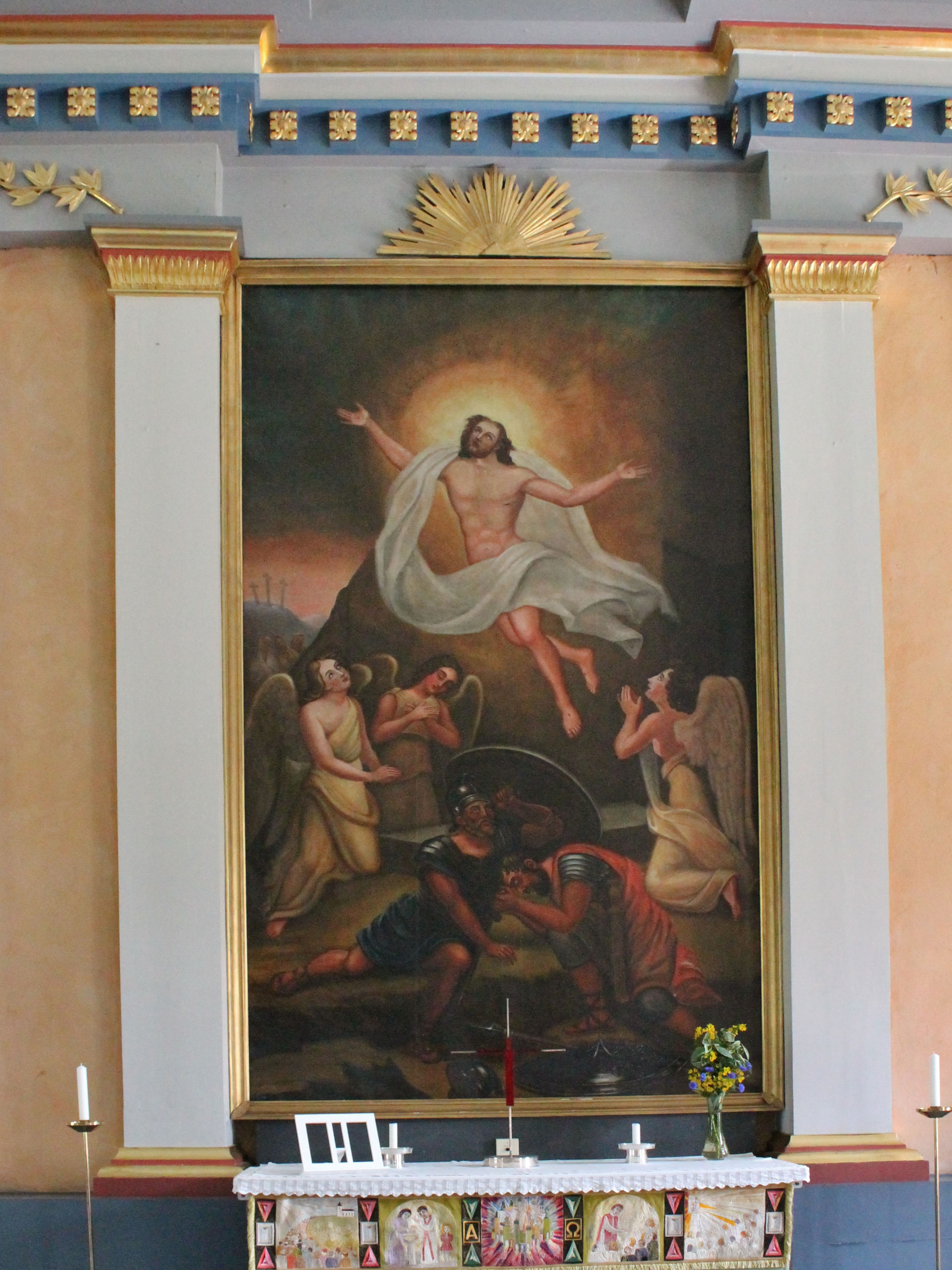
Altartavlan
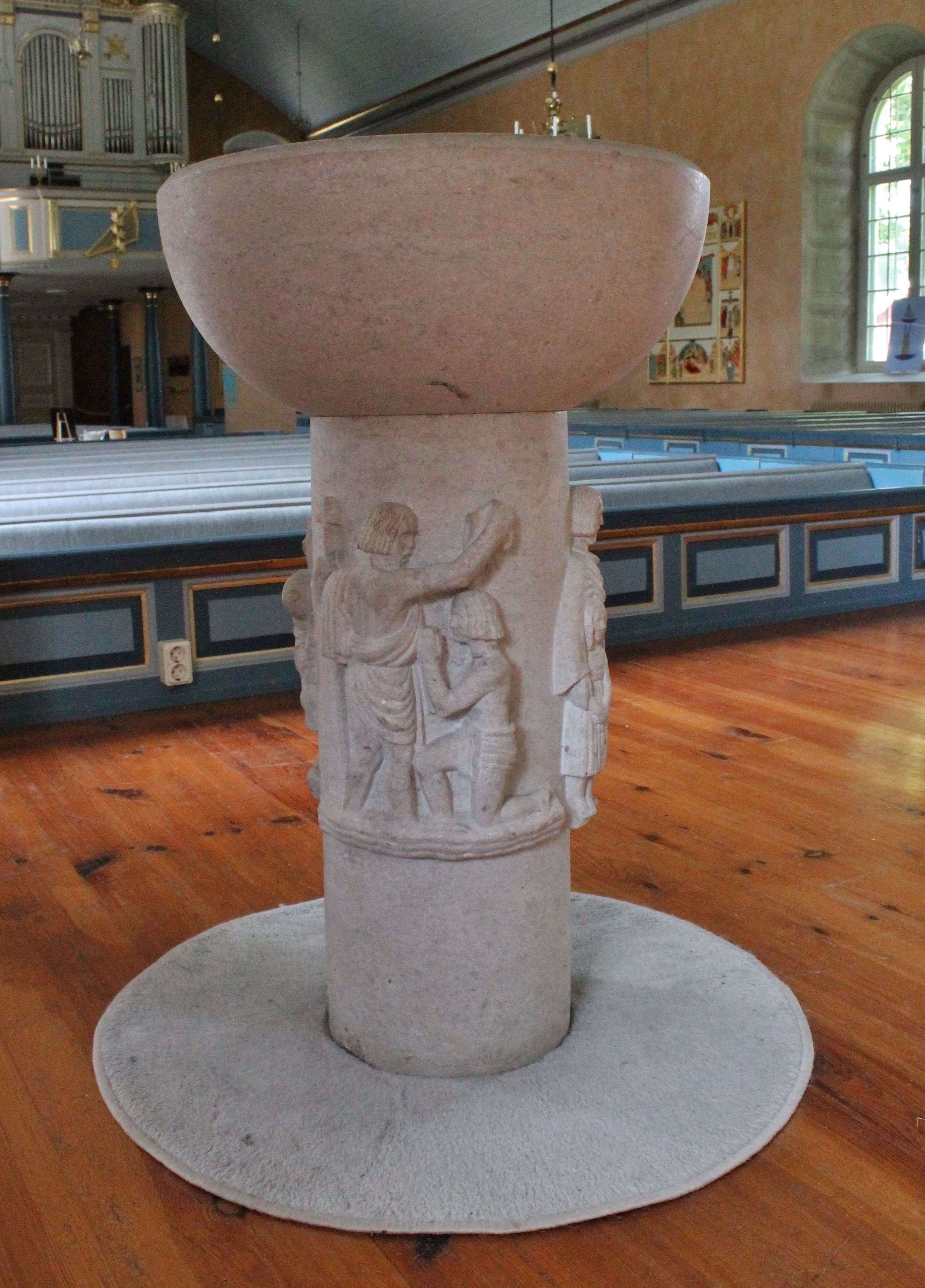
Dopfunten
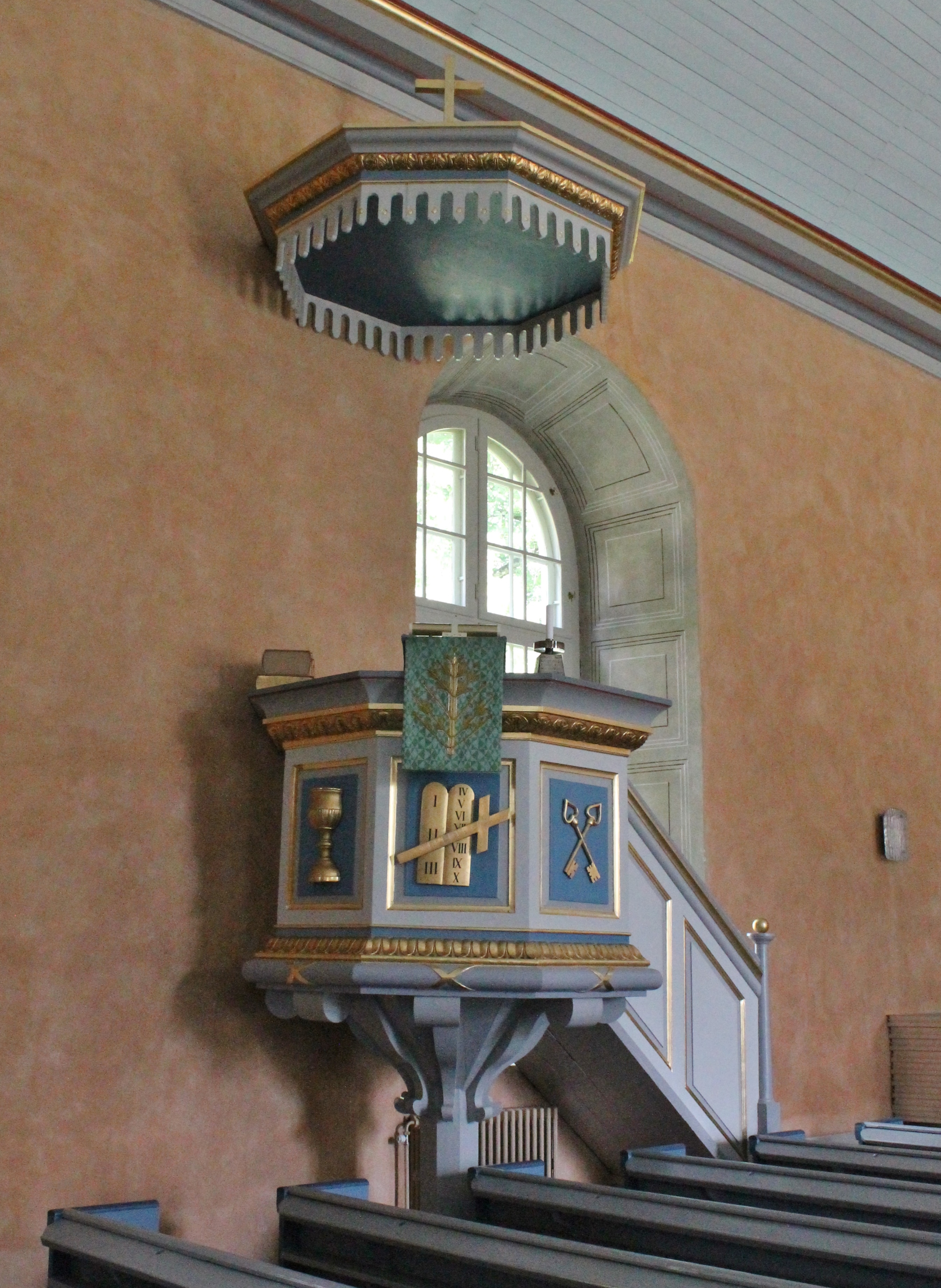
Predikstolen
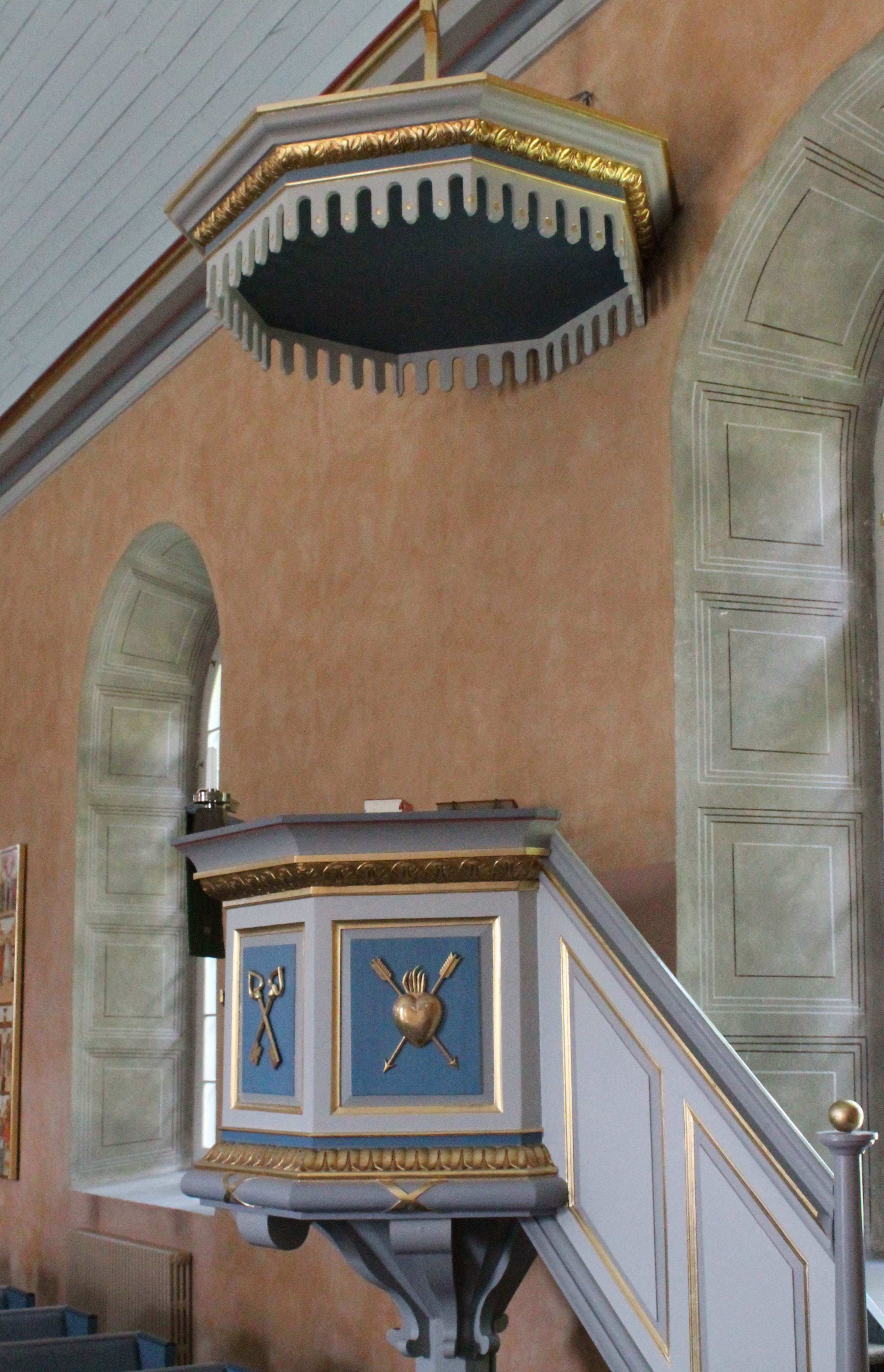
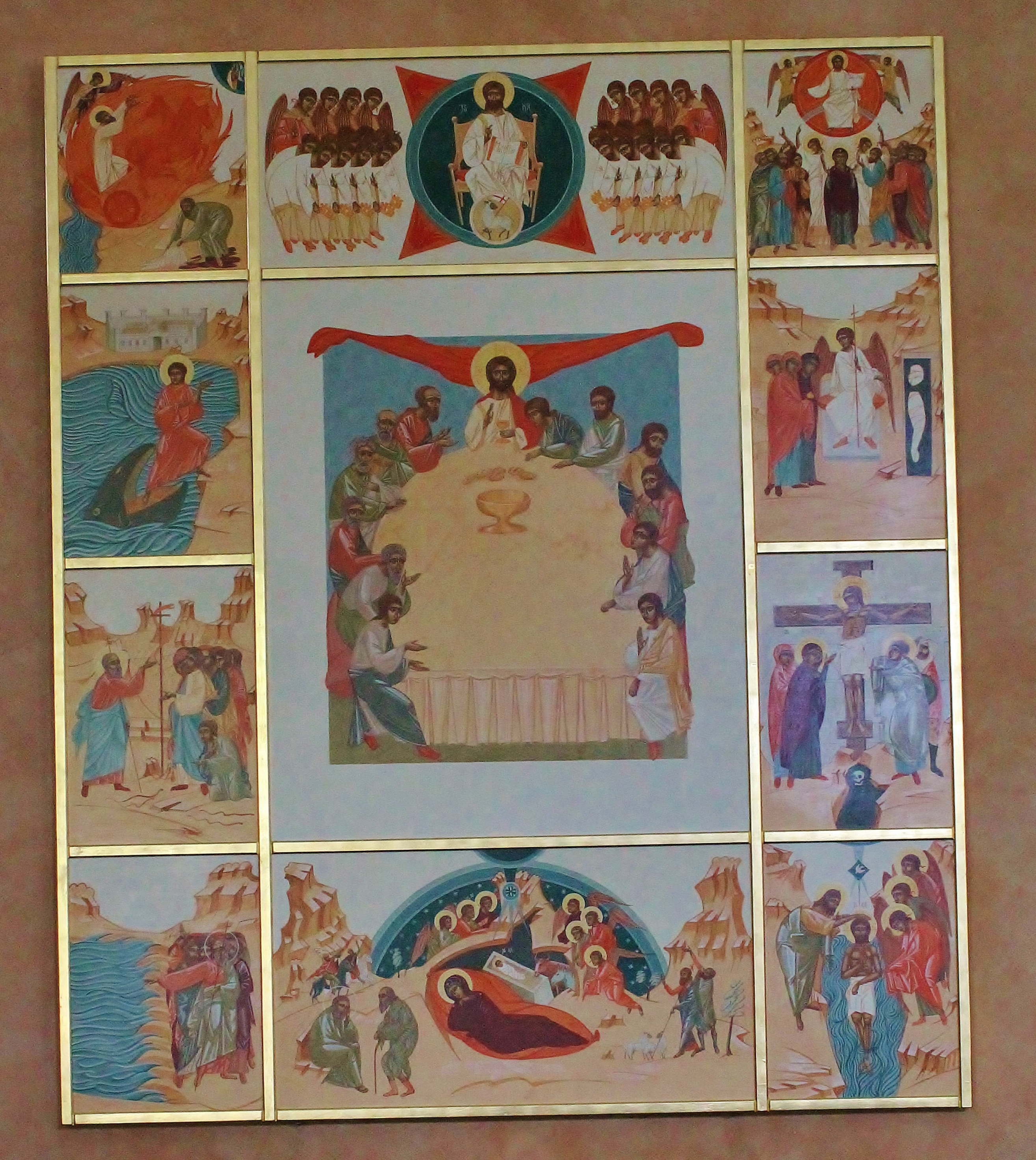
Ikontavla
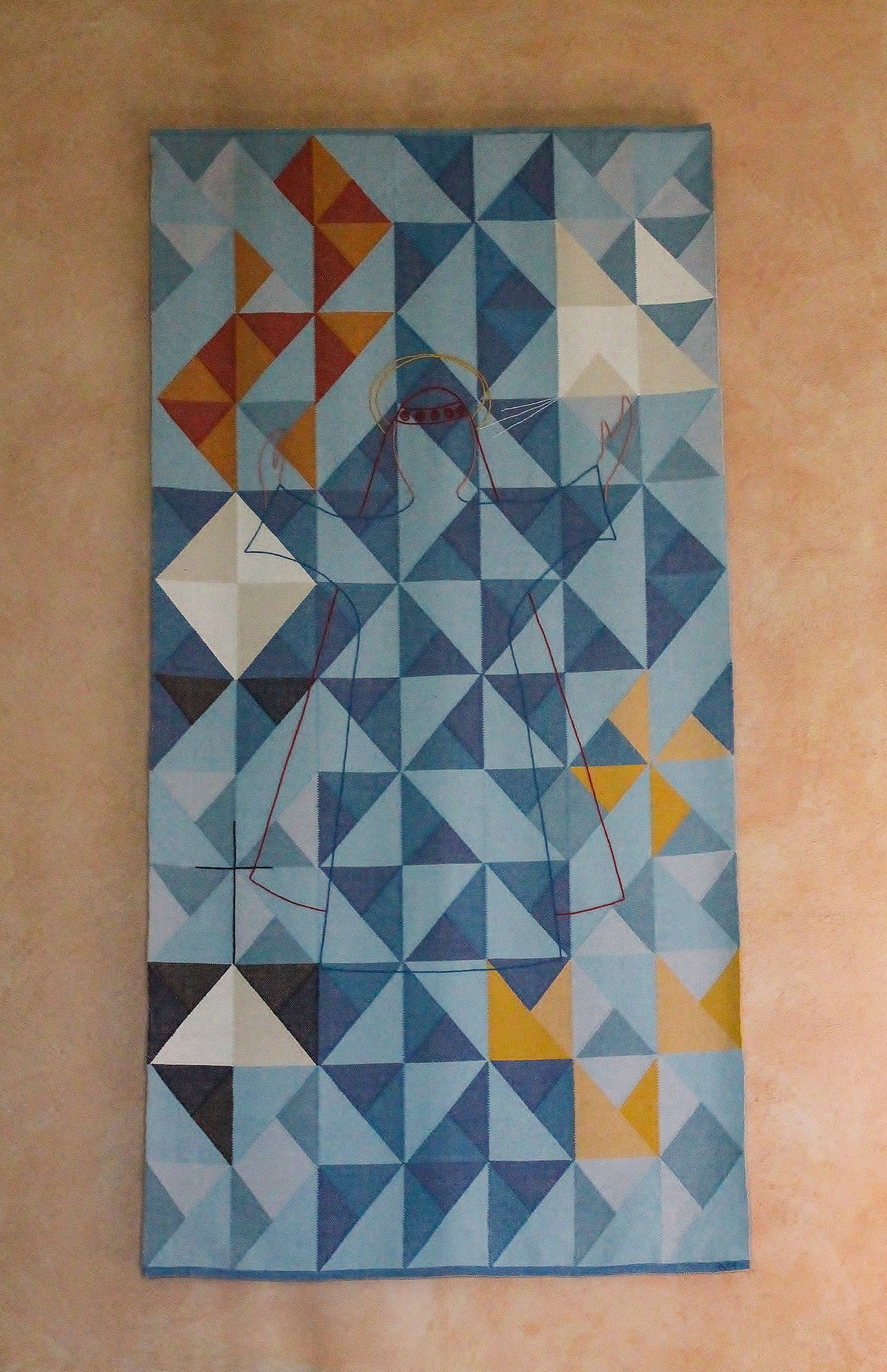
Väggbonad